# 无精子症
无精子症（英語：Azoospermia）是指男性精液中没有精子的症状。无精子症与男性不育密切相关，但许多都是可以治疗的。在人类中，无精子症影响了约1%的男性群体，造成了大约20%的男性不育。

## 分类
无精子症可以根据病因部位大致分为以下三种类型，许多情况仅造成一定程度的少精子症而非无精子症。

### 睾丸前因素
睾丸前因素主要有染色体异常，下丘脑及垂体疾病引起的睾丸发育不良。

### 睾丸本身因素
睾丸本身因素主要有隐睾、睾丸肿瘤、外伤、睾丸炎及全身疾病或肿瘤经化疗放疗后引起的睾丸病变。

### 睾丸后因素
睾丸后因素主要是附睾和输精管道的梗阻或发育不良，或医源性损伤（如输精管结扎或手术误伤）。

### 未知因素
特发性无精症（Idiopathic azoospermia）即是指原因不明的无精子症，可能由多重因素引起，比如老化和超重。